# 창핑 북역
창핑 북역(중국어: 昌平北站)은 베이징시 창핑구 청베이 가도 북쪽에 위치한 징퉁 철로의 철도역이다. 1976년에 지어진 이 역은 현재 우편번호 102200인 3등역이다. 현재 업무는 여객 운송: 여객 승하차 처리, 화물 운송(정지): 수하물, 소포 탁송, 전체 차량 및 화물 운송을 포함한다.
2016년 6월 1일부터 2016년 10월 31일까지 징퉁선 창핑 북역 역장 및 역옥을 공사 및 개조했다. 이 기간 동안 여객운송사업은 중단되었고 원래의 여객열차는 기술주차장으로 변경되었다.
2016년 11월 1일부터 창핑 북역은 여객 운송 업무를 재개했다. 개축 후 첫 여객 열차는 11월 1일 오전 4시 44분에 도착한 2622차 열차였다.

## 역 구조
| 대합실 | 매표, 보안 검색, 화장실, 대기실, 출입구 | 매표, 보안 검색, 화장실, 대기실, 출입구   | 매표, 보안 검색, 화장실, 대기실, 출입구   |                                           |
| 승강장 | 화이미선 2·3번 승강장을 연결하는 고가로 | 화이미선 2·3번 승강장을 연결하는 고가로   | 화이미선 2·3번 승강장을 연결하는 고가로   |                                           |
| 승강장 | 상대식 승강장, 오른쪽 출입문이 열림     |                                           |                                           |                                           |
| 승강장 | 1번 승강장                              | ←징퉁 철로 보속열차 퉁랴오 방면(관가오역) | ←징퉁 철로 보속열차 퉁랴오 방면(관가오역) | ←징퉁 철로 보속열차 퉁랴오 방면(관가오역) |
| 승강장 | 징퉁 철로본선 열차통과선                |                                           |                                           |                                           |
| 승강장 | 2번 승강장                              | ← 구베이커우 방면 S5 베이징 북 방면 →     |                                           |                                           |
| 승강장 | 섬식 승강장, 고상승강장                 |                                           |                                           |                                           |
| 승강장 | 3번 승강장                              | 회차선                                    |                                           |                                           |

## 개조공사

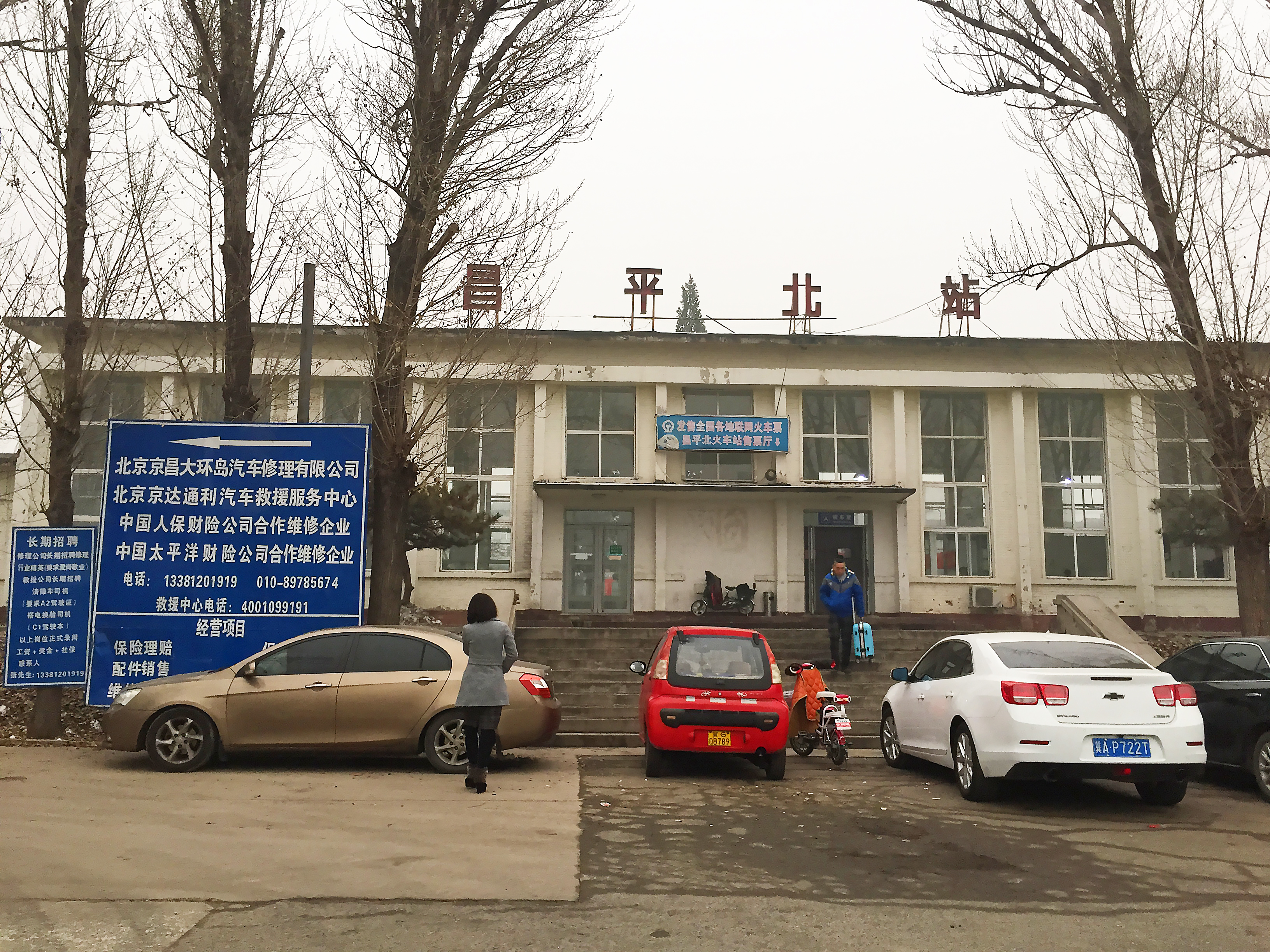
2016년 6월 철거된 창핑북역의 옛 역사

창핑 북역은 2016년 베이징 북역 도입에 따른 베이징역 공사 필요에 따라 폐쇄 및 개조공사를 실시했다.
창핑북역은 개조후 징바오선 처리(2018년 4월 10일부터 보속여객운송 취소)를 맡아, 징퉁선 보속열차가 시종착한다. 창핑북역에서 난커우역까지의 연락선 1개를 새로 만들고 있으며, 치젠팡(七间房) 부근에 치젠팡 선로소를 설치하고 있다.
창핑베이-난커우 연락선은 2017년 1월까지 완공되지 않았으며, K276/3/4/5,1458/5/6/7은 원래 베이징 북역에서 우회되었으며 원래 징바오선으로 운행되는 K1595/6차 열차는 2016년 11월 1일부터 창 핑역에서 우회된다. 창핑 북역 매표소는 2017년 8월에야 개장했고, 그동안의 판매, 환불, 서명 등은 역 남쪽 임시 매표소에서 처리됐다.
2017년 말 베이징 교외철도 황투뎬-화이러우, 미윈선(S5선, 화이미선이라고도 함)이 개통하여, 창핑 북역에 시설을 세웠다.

## 인접정차역
| 중국철로  | 중국철로                  | 중국철로                        |
| --------- | ------------------------- | ------------------------------- |
| 창핑역    | ← 7km 징퉁 철로 8km →     | 관가오역 퉁랴오 방면            |
| 시·종착역 | 징바오 징퉁 연락선 13km → | 난커우역 징바오선 바오터우 방면 |